# Mních (Niżne Tatry)
Mních (1150 m) – szczyt w prawych zboczach Bocianskiej doliny w Niżnych Tatrach na Słowacji. Jego rozbudowany masyw wznosi się od południa nad centrum zabudowy wsi Kráľova Lehota w powiecie Liptowski Mikułasz.
Jest najdalej na północ wysuniętym szczytem w prawych zboczach Bocianskiej doliny. Wznosi się u wylotu doliny Skribňovo będącej lewym odgałęzieniem dolnej części Bocianskiej doliny. Do Skribňovo opadają jego południowe stoki. Stoki północne opadają na równinę Kotliny Liptowskiej z płynącym nią Wagiem, północno-wschodnie do dolinki potoku Belinec, zachodnie do koryta rzeki Boca. U południowo-zachodniego podnóża jest rozszerzenie dna doliny tej rzeki. Uchodzą tutaj do Bocianskiej doliny dwa jej odgałęzienia: dolina Skribňovo i Michalovská dolina; u wylotu tej drugiej znajduje się gajówka Michalová i kilka zabudowań osady Michalovo.
Masyw Mnícha zbudowany jest ze skał wapiennych. Liczne ich odsłonięcia znajdują się na krętym grzbiecie Mnícha, ale także na jego stokach. Poza tym masyw Mnícha porasta las (w 2019 roku znaczne jego obszary to odradzające się wiatrołomy). Masyw Mnícha w całości znajduje się poza obszarem Parku Narodowego Niżne Tatry.